# Douro Litoral
Douro Litoral var en administrativ provins i nordvästra Portugal mellan 1936 och 1976.
Det gamla Douro Litoral gränsade i väst till Atlanten, i norr till Minho, i öst till Trás-os-Montes e Alto Douro och i söder till Beira Litoral och Beira Alta. Provinsen motsvarade ungefär dagens Distrito do Porto, samt några kommuner i Distrito de Aveiro och Distrito de Viseu.

## Viktigaste städer
- Porto
- Vila Nova de Gaia
- Matosinhos
- Maia
- Povoa de Varzim
- Penafiel
- Amarante
- Feira
- Vila do Conde

## Bildgalleri

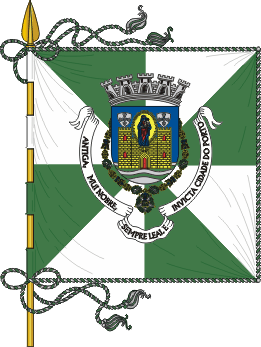
Portos flagga
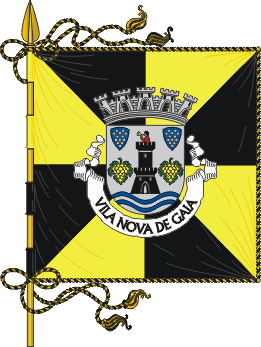
Vila Nova de Gaias flagga